# Heinrich Delbrück
Heinrich Ludwig Delbrück (* 16. Juli 1855 in Berlin; † 3. Juli 1922 in Toestorf (Schleswig-Holstein)) war ein deutscher Jurist und Präsident des Reichsgerichtes.

## Familie
Er entstammt der bekannten Familie Delbrück und war der Sohn von Adelbert Delbrück (1822–1890), Mitbegründer der Deutsche Bank AG. Er war zweimal verheiratet, jeweils mit Töchtern des Architekten Martin Gropius.

## Leben
Heinrich Delbrück wurde 1882 Gerichtsassessor und ein Jahr später zum Amtsrichter ernannt. 1888 erfolgte die Ernennung zum Landrichter und 1896 die Ernennung zum Landgerichtsrat. 1898 wurde er zum Kammergerichtsrat am Kammergericht Berlin befördert. 1899 kam er an das Reichsjustizamt und wurde hier Geheimer Regierungsrat und Vortragender Rat. Im Jahr 1903 erfolgte die Ernennung zum Geheimen Oberregierungsrat. Ab 1913 war er als Ministerialdirektor im Reichsjustizamt tätig und wurde dort 1917 Unterstaatssekretär.
Vom 1. Januar 1920 bis zu seinem Tod am 3. Juli 1922 war er Präsident des Reichsgerichtes, wobei er schon bald seine Tätigkeit krankheitsbedingt einschränken musste.
In einem Nachruf hieß es, er habe sich durch juristischen Scharfsinn, durch streng sachliche und gerechte Urteile sowie durch große Hingabe an seine juristische Tätigkeit ausgezeichnet.
Seine letzte Ruhe fand Delbrück auf dem Parkfriedhof Lichterfelde.